# جاده ئی۰۰۷ اروپا
جاده ئی۰۰۷ اروپا (به انگلیسی: European route E007) یکی از جاده‌های درجه ۲ قاره اروپا است.
این جاده از شهر تاشکند (ازبکستان شروع شده در شهر ایرکشتام (قرقیزستان) به پایان می‌رسد.